# Келуш
Келуш (порт. Queluz; МФА: [kɨ.ˈɫuʃ]) — парафія в Португалії, у муніципалітеті Сінтра. Розташована в західній частині країни, на теренах історичної португальської провінції Ештремадура. Входить до складу округу Лісабон. За адміністративним поділом, чинним до 1976 року, терени парафії були складовою провінції Ештремадура. Належить до Лісабонського патріархату Католицької церкви. Патрон — Діва Марія. Площа — 3,6308 км². Населення — 26248 ос. (2011). Сильно урбанізований регіон. Густота населення — 7229,26 осіб/км²
. Код — 111107.

## Населення
| Кількість мешканців | Кількість мешканців | Кількість мешканців | Кількість мешканців | Кількість мешканців | Кількість мешканців | Кількість мешканців | Кількість мешканців | Кількість мешканців | Кількість мешканців | Кількість мешканців | Кількість мешканців | Кількість мешканців | Кількість мешканців | Кількість мешканців |
| ------------------- | ------------------- | ------------------- | ------------------- | ------------------- | ------------------- | ------------------- | ------------------- | ------------------- | ------------------- | ------------------- | ------------------- | ------------------- | ------------------- | ------------------- |
| 1864                | 1878                | 1890                | 1900                | 1911                | 1920                | 1930                | 1940                | 1950                | 1960                | 1970                | 1981                | 1991                | 2001                | 2011                |
|                     |                     |                     |                     |                     |                     | 3 725               | 4 967               | 7 968               | 15 746              | 27 679              | 48 112              | 60 370              | 27 913              | 26 248              |